# Serhij Babkin
Serhij Babkin, ukr. Сергій Бабкін, ps. Otiec Rodnoj (ur. 7 listopada 1978 w Charkowie) – ukraiński aktor i piosenkarz grający na gitarze akustycznej.

## Kariera
Od 1998 roku komponował i śpiewał wraz z Andriejem Zaporożcem (San), z którym stworzyli w Charkowie zespół 5’nizza. Wspólnie nagrali trzy płyty: 5’nizza, О5 oraz akustyczno-koncertową Unplugged. Muzycy tworzyli muzykę w stylu reggae, raga, beatbox oraz hip-hop. 15 i 16 czerwca 2007 roku duet wystąpił po raz pierwszy w Polsce, na koncertach w Warszawie i Krakowie, gdzie dali swój ostatni wspólny koncert.
Oprócz współpracy z Zaporożcem, Serhij Babkin niezależnie nagrał płyty solowe. Artysta brał również udział w projekcie grupy Słonie. Zajmuje się także działalnością teatralną w charkowskiej grupie Teatr 19.
Od 27 sierpnia do 15 października 2017 roku brał udział w piątej edycji programu Tanci iz zirkamy, będącego ukraińską wersją formatu Dancing with the Stars. Jego partnerką taneczną była Sniżana Babkina, prywatnie będąca jego żoną, z którą zajął piąte miejsce. 
W styczniu 2018 roku został ogłoszony jednym z półfinalistów ukraińskich eliminacji do 63. Konkursu Piosenki Eurowizji, organizowanego w Lizbonie.
10 lutego, Babkin wystąpił w pierwszym półfinale eliminacji do Eurowizji, w którym zdobył 8 punktów od jurorów i 4 od widzów co razem dawało mu 12 punktów i brak awansu do finału.

## Dyskografia

### Albumy

#### Jako 5’nizza
- Unplugged (2003)
- 5’nizza (2003)
- О5 (2005)

#### Solowe
- URA (2004)
- Bis! (2005)
- Syn (2005)
- Motor (2006)
- Amen.ru (2008)
- Wzbłatnułos (2008)
- Snarużi i wnutri (2010)
- STAR`YO (2012)
- Сергевна (2013)
- #неубивай (2016)
- Музасфера (2018)

#### Single
- 2005 SN.G.!

#### Płyty z udziałem Serhija Babkina
- DuDuDaj – płyta nagrana z zespołem Słonie (Слоны, Słony)

### Filmografia
- 2004 Ruskoje, (Русское)
- 2007 Sokrowiszcze, (Сокровище)
- 2008 Dień radio, (День радио)
- 2009 Ottorżenie, (Отторжение)